# Mezőkövesdi Kézilabda Club
Több mint negyven évre nyúlik vissza a mezőkövesdi csapatok szereplése a kézilabda-bajnokságokban. Kezdetben megyei, a kilencvenes évek közepétől (a Mezőkövesdi Kézilabda Club 1993-as megalakulása után) NB-s szinten űzték ezt a sportágat. A sikereket először az utánpótlás korosztályok érték el, s 2007 ősze óta a legmagasabb osztályban szerepel Mezőkövesd férfi csapata.

## A kézilabdázás története Mezőkövesden

### A kézilabdázás kezdetei
1955-ben említi a sajtó először a sportág nevét a kövesdi kézilabdázókkal kapcsolatban. Idézet a Vörös Meteor SK sportnapjáról szóló tudósításból: „Kövesden alig ismert sportágak bemutatóit is megtekinthették az érdeklődők: kézilabda, kardvívás súlyemelés, atlétika.” Érdekes, hogy a kézilabda sokáig még a sokoldalú tevékenységéről híres I. László Gimnáziumban sem honosodott meg. Az 1963 márciusában megjelenő írásban, amely a gimnázium sportéletét mutatta be, még csak meg sem említik ezt a labdajátékot.

### Évtizedekig a megyei bajnokságokban
1966 A kövesdi csapatok a megyei II-es bajnokságban bukkantak föl, mind a női, mind a férfi gárda ebben az osztályban játszott. 

1967 Mindkét nem gárdája már a megyei I. o-ban szerepelt. Május 21-én a női csapat 8-7-re, míg a férfiak 26-23-ra kaptak ki a Kazincbarcikától. A női csapat a kilencedik (24 meccs, 15 pont, 7 gy, 1 d, 16 v, 156-217 gólarány), a férfi a 13. helyen zárta az idényt (26 meccs, 9 pont, 4 gy, 1 d, 21 v, 344-516 gólarány). 

1968 Meglepetésre a női csapat nem vett részt a megyei I-ben, míg a férfiak az előző évi kiesés után újra a megyei II-be kényszerültek. Végül a 22 pontos MEAFC, a Tokaji VM és az Arló (mindkettő 16 pont) mögött a negyedik pozícióban zárták a bajnokságot (14 pont, 7 győzelem, 7 vereség, 324-319 gólarány). A járási pontvadászatban a Trencsényi SE az első lett (25 pont), tizenhárom győzelemmel, egy vereséggel, 365 lőtt, 133 kapott góllal. 

1969 A nők ezúttal sem neveztek a bajnokságra, míg a férfiak a kétcsoportos megyei I-be nyertek besorolást. Végül a „Rácz” csoport küzdelmeit a hatodik pozícióban zárták, méghozzá tíz győzelemmel és tizenegy vereséggel, 364 dobott, 398 kapott góllal. A másik kövesdi csapat, a Trencsényi visszalépett. 

1970 A bajnokságot újra átszervezték, ezért a férfi gárda megint a megyei II. o.-ban játszott. 1971-1974. Csupán a nők viaskodtak a megyei I-ben. 1973-ban tizedik lett a Mezőkövesdi ITSK (22 meccs, 6 győzelem, 16 vereség, 135-304), ahogyan 1974-ben is (22 meccs, 5 gy, 2 d, 15 v, 147-261). 

1975 Megalakult a Mezőkövesdi Munkás Sport Egyesület, s mindkét nem csapata a megyei első osztályban szerepelt. A kiugró teljesítmény továbbra is váratott magára. A nők ismét a kilencedikek (26j, 7gy, 2d, 17v, 230-339), a férfiak 1967-hez hasonlóan a tizenharmadik helyen (30j, 8gy, 3d, 19v, 620-722) végeztek. 

1976 Ezúttal is a gyengébbik nem volt az „erősebb”: Női megyei I. o.: 7. MMSE (22 meccs: 8,2,12, 200-229, 18 pont) Férfi megyei I. o.: 10. MMSE (24 meccs: 9,0,15,546-595, 18 pont) A férfiak a Szerencset például 33-17-re, a Hejőcsabát 29-28-ra győzték le. 

1977 Ismét csak a férfi gárdát találjuk a megyei I-ben. A tabellán: 8. MMSE (24, 8,2,14, 545-629, 18 pont). A férfi csapatban 1977-ig többnyire a következő játékosok kaptak lehetőséget: Vámos Csaba, Kaló István, Somogyi László, a Radványi testvérek, Jacsó Mátyás, Sebe István, Simonyi József, Tóth István, Dósa Sándor, Barczi Albert, és Takács Zoltán. Az edző Gánóczy László volt. 

1978 Érdekes, hogy újra nevezett a MMSE női csapata is a megyei küzdelmekre. Ők a kilencedik, a férfiak a tizedik helyen végeztek. 

1979 Mindkét csapat a megyei I-ben játszott. Néhány eredményük: férfiak: MMSE_ Hejőcsaba 14-18, MMSE - Olefin SC 25-26. Nők: MMSE- Sajóbábony 16-13, MMSE - Borsodi B II. 15-22. 

1980 A kövesdi kézilabda továbbra is messze a megyei dobogósoktól. Néhány föllelhető eredmény. Nők: MMSE – Borsodi B II. 12-24. Ld.: Dévényiné 6. MMSE - Szendrő 8-9 ld.: Kiss 4, MMSE- Miskolci ÁFOR 10-18 ld.: Kovács 5, MMSE – MVSC 11-27 ld.: Dévényiné 5. Férfiak: MMSE – Edelény 17-20 ld.: Somogyi 6, MMSE – Putnok 25-19 ld.: Molnár 11, MMSE – Sajóbábony 20-28 ld.: Somogyi 6, Dósa 6, MMSE – Papp J. SE 19-21 ld.: Nyitrai, Somogyi 6-6, MMSE – Edelény 20-37 ld.: Baranyi 7, MMSE – Putnok 9-11 ld.: Somogyi 3. 

1981 Ez évben mindkét csapat elindult a megyei bajnokságban, ám a küzdelmeket csak a férfi együttes fejezte be. A nők visszaléptek. A férfiak egyik szép győzelme: MMSE-Putnok 35-9! Ennek ellenére a tabellán: 8. MMSE (22 meccs, 18 pont, 8 gy, 2 d, 12 v, 453-473). 

1982 A férfi gárda a megyei I-ben 20 pontjával a hetedik helyen végzett. 

1983 Az MMSE férfi csapata megismételte az előző évi helyezést, amelyhez kellett a Honvéd Papp J. SE 26-18-as legyőzése is. 

1984 Fennállása legjobb eredményét érte el a férfi csapat a megyei első osztályú küzdelmek során. Az együttes ezüstéremmel fejezte be a bajnokságot. 

1985 Visszatért a szokásos középmezőny-végi szereplés, a 8. helyen zárt a csapat (22j, 8gy, 2d, 12v, 500-520, a megszokott 18 pont). 

1986 A megyei bajnokságot két hatos csoportban rendezték. A kövesdi férfiak mérlege a „B” csoportban: 1. Mezőkövesdi MSE 10 7 1 2 270-193 18. 

1987 Újra a régi rendszerben, 12 csapattal, egy csoportban zajlottak a megyei csatározások. Az MMSE tabellasora: 6. hely 22 12 – 10 467-478 23. 

1978-1987-ig a következő játékosok szerepeltek az MMSE csapatában: Baranyi Dezső (játékos-edző), Lázár István, Molnár József, Molnár László, Nyikes István, Nyeste János, Nyitrai Zoltán, Fügedi János, Somogyi József, Tolnai László, Fütő László, Lukács Imre, Barczi István, Nyitrai Sándor, Vitányi Ferenc, Papp József. 

1988-1993 A sportág stagnálását hozta ez az időszak, hiszen a megyei bajnokságban nem játszott kövesdi csapat, csupán az ifjúsági korosztály versengett. Ez annál is inkább volt furcsa és kellemetlen, mert 1989-ben átadták a minden igényt kielégítő Városi Sportcsarnokot, amely azóta is ideális körülményeket biztosít a sportágnak.

### A Mezőkövesdi Kézilabda Club megalakulása és az NB II-es szereplés
Az 1990-es évek elején a Mező Ferenc Általános Iskola szisztematikus utánpótlás nevelésbe kezdett. A diákok hamar megkedvelték a sportágat, s iskolai szinten országos elismerést kiváltó eredményeket értek el Juhász Istvánnal. 

1993 Kivált az Mezőkövesdi Sport Egyesületből, s megalakult a Mezőkövesdi Kézilabda Club. A nevelőmunka érdekében elengedhetetlen volt a szervezett keretek közt működő kézilabda egyesület alapítására. 
A bajnokságnak úgy vágott neki az újjászervezett szakosztály, hogy azt várták el tőle a szponzorok, nyerjék meg a bajnokságot, s jussanak föl az NB II-be. Ez sikerült is: az MKC 20 mérkőzéséből 18-at megnyert, egy döntetlent ért el, s egy vereséget szenvedett. A 37 pont 496 lőtt, 328 kapott góllal jött össze. 

A bajnoki címet nyerő keret: Prókai Ferenc, Pető Csaba, Mikulás Gábor, Bán Tibor, Prókai Dezső, Krajnyák László, Bodnár Péter, Tóth Zsolt, Tóth Gábor, Szabó Zoltán, Fügedi Csaba, Pogány Attila, Varga Attila, Ináncsi László, Mező Gábor, Guba Tibor. Elnök: Juhász Antal, ügyv. elnök: Bozsik Sándor, edző: Baranyi Dezső, tech. vez.: Gáspár Márton. 

1994/1995. Először szerepelt a kövesdi kézilabda együttes az NB II-ben. Az Északkeleti csoportban első idényében nyolcadik helyen zárt a gárda. 
Néhány győzelem: 1994. okt. 16: MKC – Lyukóbánya 31-21 (Fügedi 10, Tóth G. 8, Mikulás 5, Tóth Zs. 4), 1994. okt. 30.: MKC – Nádudvar 28-25 (Fügedi 10, Tóth Zs. 6, Tóth G. 4). 1995. május 18. Lyukóbánya – MKC 21-27 (Mikulás 6, Fügedi, Prókai 5-5), 1995. június 11. Nádudvar – MKC 27-30 (Csanálosi 7, Mikulás, Tóth 6-6) 

1995/1996. Az elvárások nőttek, a cél az első hat hely valamelyikének megszerzése volt. Az idénybeli keret: Pogány Attila, Ináncsi László, Varga Attila (kapusok), Mező Gábor, Fügedi Csaba, Mikulás Gábor, Rózsa Zoltán, Dohány József, Tóth Zsolt, Prókai Ferenc, Tóth Gábor, Molnár Zoltán, Prókai Dezső, Bán Tibor. 

1997/1998 A csapat folyamatosan fejlődött, aminek meg is lett az eredménye, hiszen ebben az évben már komolyan kellett számolni a Mezőkövesddel a harmadosztályban. Az MKC 28 ponttal az Ózdvidéki BOKC csapata mögött a második helyen végzett a pontvadászatban. Tizenkét győzelem mellett négy döntetlent és hat vereséget számoltak a kövesdiek, a gólok 586-539 arányban oszlottak meg. A legnagyobb fegyvertény az Ózd 29-27-es legyőzése volt hazai pályán.

1998/1999 Kissé visszaesett az MKC teljesítménye, hiszen az ezüstérem után most egy negyedik helyezéssel kellett beérnie a csapatnak. Az NB II-es bajnok a Miskolci KC lett, a kövesdiek mérlege: 26 pont, 11 győzelem, 4 döntetlen, 7 vereség. Lőtt gól: 586, kapott 529. Dicséretre méltó teljesítmény volt a Miskolc ellen idegenben elért döntetlen, valamint az Alsózsolca 15 gólos legyőzése. Az utánpótlás nevelést dicséri, hogy Juhász István irányításával az ifjúsági csapat megnyerte a bajnokságot, 36 pontjukat 17 győzelemből, 2 döntetlenből és 3 vereségből érték el.

1999/2000 Az ifi megismételte egy évvel korábbi teljesítményét, újból aranyérmet vehettek át, s most egyetlen egységgel többet is gyűjtöttek. Mérlegük: 18 győzelem, 1-1 döntetlen és vereség 638 lőtt, 450 kapott gól. A felnőttek korántsem szerepeltek ilyen jól, pedig ugyannyai pontot gyűjtöttek, mint egy évvel korábban. A bajnokság félidejében (ekkor tíz pontja volt a gárdának, s a végén három súlyos vereségbe is beleszaladt az MKC) edzőcserére is sor került, Valyon Istvánt Debnár István váltotta a kispadon, vele mindössze kétszer kapott ki az MKC a félév során. A bajnokság végén hatodik lett az MKC: 22 meccs, 12gy, 2d, 8v, 558-532. A legnagyobb különbségű győzelmét a Debreceni Nyomdász ellen jegyezte a csapat: 42-18.

2000/2001 Nagy reményekkel vágott neki az NB II-es bajnokságnak az MKC, a bajnoki cím sem volt elérhetetlen. A sors (vagy más) azonban nem akarta a matyó egylet elsőségét, s a megszerzett 37 pont végül a bronzéremhez volt elég. Az első 42 ponttal a Hajdúböszörmény, a második 38 ponttal a Tiszavasvári lett. Az MKC 17 győzelem mellett három döntetlent (kétszer Böszörmény, egyszer hazai pályán a Tiszavasvári ellen), és két vereséget (Nyírbátor, Tiszavasvári) ért el. Debnár István helyét a küzdelmek után az egyletet már korábban irányító Herczeg Béla vette át. Ebben az évben ifi csapatot nem nevezett az MKC, ellenben a serdülők jól szerepeltek az OSB-ben.

2001/2002 Az évben a másodosztályba való feljutás volt a cél, s mivel a Tiszavasvári és a Hajdúböszörmény az előző évben feljebb léptek, ebben csupán a Diósgyőri KC akadályozhatta volna meg a mieinket. E két gárda kiemelkedett a mezőnyből, s csak az egymás ellen vesztett pontok döntöttek. A Mezőkövesdi KC veretlenül, 21 győzelemmel, s mindössze egyetlen, Diósgyőrben elért 26-26-os döntetlennel nyerte a versenyfutást (43 pont) a rivális miskolci egylet előtt. A magabiztos sikerek közül is legnagyobb győzelmét a Nádudvar ellen érte el az MKC: 43-20-ra nyert a matyó gárda, amelynek keretében 11 kövesdi volt. Ez volt az MKC második felnőtt bajnoki címe, s egyben eddig az utolsó is. Az ifik helyett ismét serdülő utánpótlás csapatot indított az MKC. 

A bajnoki címet nyert keret: Bíró István, Bukta Roland, Búzás Norbert, Fülöp Péter, Gulyás István, Holló Tibor, Kerekes Péter, Kocsmárszky Zsolt, Legoza Imre, Makai Miklós, Mezei Róbert, Mező Gábor, Mikulás Gábor, Panyi Lóránd, Pásztor Gergely, Pető Zoltán, Sándor István, Veres Dániel. Gál Gyula gyúró, Herczeg Béla edző, Tóth Mihály technikai vezető.

### Öt szezon az NB I/B Keleti csoportjában
2002/2003 Nehéz, ám nem teljesíthetetlen feladat várt az MKC-ra, bent kellett maradni az NB I/B Keleti csoportjában. A gárda (erősítésként a korábban ifistaként itt szerepelt Csillik Attila, a felnőttként korábban kövesden már megfordult Kurusta Sándor, illetve újként Kálmán Attila, valamint Varga István csatlakozott a kerethez) a tizedik helyen végzett az erős mezőnyben. Idegenben ugyan nem ment a pontok gyűjtögetése, bár egy döntetlen kezdésként sikerült elérni Tiszavasváriban, a győzelemre egy idényt várni kellett. A legnagyobb fegyvertény a bentmaradás kivívása mellett a bajnok Nyíregyháza hazai legyőzése volt. Az MKC 16-7-es félidőt követően 29-21-re lépte le a listavezetőt. Említésre méltó még, hogy az Ózdot 9-16-os félidő után sikerült 23-22 arányban legyőznie az MKC-nak. A legeredményesebb dobók: Kerekes 110, Fülöp 108, Kálmán 88 gól. Az ifi csapat és a serdülők is folyamatosan erősödtek, előbbi negyedik lett.
2003/2004 Az MKC ebben az esztendőben javítani tudott helyezésén, egy évvel korábbi pozíciójukhoz képest eggyel előre lépve a kilencedik helyen végzett a felnőtt gárda. A rekord: 26 meccs, 11 gy, 2 d, 13 v, 721-712, 24 pont. A bajnokság nem volt olyan izgalmas, mint egy évvel korábban, amikor a Szabolcs KSE és a Csömör közt egy pont döntött, ezt az idényt az újonc Debreceni KSE nyerte (a 2001-ben a megyéből induló klub a Hajdúböszörménnyel működött együtt szorosan). A Kövesd kerete lényegében változatlan volt, újként Bakos Dávid került a klubhoz, valamint visszatért nevelő klubjába Fügedi Csaba is, aki a megelőző években az NB I-ben ontotta a gólokat a Csömör és az Ózdi KC színeiben. A korábbi gárdából Kurusta távozott. Megszületett az első idegenbeli győzelem is, méghozzá a Diósgyőr ellen, 23-24 lett a mérkőzés végeredménye. Jó teljesítményt nyújtottak még az Ózd és a Salgótarján ellen itthon, s hússzal verték meg a Hajdúböszörményt. Legeredményesebb játékosok: Fügedi 128, Mikulás 110, Kerekes 96, Pető 95. Az ifi újra negyedik. 

2004/2005 A szurkolók által is várt előrelépésből majdnem nagyot ugrott hátrafelé az MKC felnőtt gárdája, hiszen sokáig a kiesés réme fenyegette a csapatot. A bajnokság félidejéig mindössze nyolc egységet gyűjtött a matyó alakulat, Herczeg Béla még a Nyírbátor elleni hazai pályán elszenvedett vereséget követően felajánlotta lemondását, de csak az őszi fordulók után adta át a kispadot Berendy Antalnak. Csodát ő sem tett, vele is csupán tíz pontot szedett össze a csapat, amely végül a tizedik helyen zárt a már nem tizennégy, hanem 13 tagot számláló mezőnyben. Rekord: 24 meccs, 8 gy, 2 d, 14 v, 682-731. A legjobb eredmény a bajnok Békés ellen elért hazai, 24-24-es döntetlen volt, illetve a nagy tavaszt produkáló Gyöngyös 23-21-es kövesdi legyőzése. Legjobb dobók: Fügedi 107, Mikulás 95, Fülöp 84. Az ifi ezüstérmes.
2005/2006 Az előző évi gyenge szereplés után a klub és a város vezetése áttekintette a lehetőségeket, s új célokat tűzött ki a csapat elé, amelyhez a képességekhez mérten megteremtették a feltételeket. Kijelentették, Mezőkövesdnek az utánpótlás játékosok minél sikeresebb nevelése és itt tartása érdekében szüksége van egy első osztályú csapatra. A cél a feljutás két éven belüli kivívása lett, ehhez teljesen új csapatot kellett építeni. Berendy Antalt a korábban az utánpótlással foglalkozó (s az ifit, serdülőt, korosztályos válogatottat továbbra is edző) Juhász István váltotta. 
A bajnokságban bronzérmet nyert a csapat, amely ugyanúgy 40 pontot gyűjtött, mint az Ózd, ám az egymás elleni eredmények (20-14, 18-28) a borsodi rivális javára döntöttek. Az aranyérmet a Gyöngyösi Főiskola nyerte el (45 pont), ám őket is sikerült Kövesden legyőzni (21-20). 3. MKC 26 meccs, 19-1-5, 706-582. 
A keret: Juhász István edző, Tóth Mihály tech. vez., Bakos Dávid, Bán Lajos, Bíró István, Bukta Roland, Dobos László, Drizner Péter, Földi Péter, Fügedi Csaba, Fülöp Péter, György Gábor, Jacsó Róbert, Kocsis Csaba, Koscsó Ádám, Mikulás Gábor, Molnár Ferenc, Nyitrai Szabolcs, Padla József, Panyi Lóránd, Pető Zoltán, Pinczés János, Veres Ádám. (közülük 12 kövesdi) A legjobb dobók: Fügedi 139, Pető 103, Fülöp 94.
Az ifjúsági csapat bajnoki aranyérmet szerzett a másodosztályban 23-szor győztek, egyszer ikszeltek, s kétszer kaptak ki. Negyvenhét pontot gyűjtöttek csakúgy, mint a második helyezett Orosháza. Dobott góljaik száma 992 volt, ebből Piczés egymaga 268-at szerzett, s gólkirály lett! Koscsó 137-et szerzett. 
2006/2007 A feljutás kivívásának éve. Ebben az esztendőben a bombaerős, újonc Hort FTC-vel kellett felvenni a versenyt az MKC-nak, s az NB I-be jutásra jogosító második helyért szállt harcba a kecskeméti Delfin KC is. Az első osztály mezőnyét bővítették, s az első két helyezett automatikusan feljutott az élvonalba, míg a harmadik pozíció osztályozót ért. 
Az MKC a kövesdi, de tizenévesen Veszprémbe, majd Győrbe került Nyikes Csabával, illetve a miskolci, de szintén Győrben szerepelt Németh Tamással, illetve az ifiből felkerült Szilágyi Dániellel erősített. Távozott Jacsó, Dobos, Padla és Veres. A tabellán végül a második helyet szerezte meg az MKC, 43 ponttal (26, 21-1-4, 826-637), a 48 pontos Hort FTC mögött. Az MKC ötször dobott több, mint negyven gólt, ám becsúszott egy súlyos vereség, az FTC ellen idegenben 38-21-re maradtak alul a mieink. A Magyar Kupában a nyolcaddöntőig menetelt a gárda (Ózdot 30-24-gyel, Fehérgyarmatot 35-24-gyel búcsúztatták), ahol az MKB Veszprém KC állította meg. A kupameccsre soha nem látott tömeg gyűlt össze a kövesdi sportcsarnokban, 1200-nál is több néző zsúfolódott össze a lelátón. Az eredménye nem lehetett panasz, 44-29-re kapott ki az MKC, attól több gólt abban évben kevesen dobtak (főleg nem magyarok) a veszprémieknek. 
Az ezüstérmes gárda névsora: Bakos Dávid és György Gábor (kapusok), Bán Lajos, Bukta Roland, Fülöp Péter, Pető Zoltán, Fügedi Csaba, Mikulás Gábor, Németh Tamás, Nyikes Csaba, Panyi Lóránd, Kocsis Csaba, Földi Péter, Molnár Ferenc, Drizner Péter, Juhász István edző. Tech. vezető Tóth Mihály. A legjobb dobók: Nyikes 170, Fügedi 128, Pető 119, Németh 108.
Az ifisták ismét kitettek magukért, megvédték előző évi bajnoki címüket. Huszonöt győzelmük mellett egyszer hajtottak fejet az ellenfélnek. Ötven pontot gyűjtöttek, s ezúttal 967 lőtt gólig jutottak. A legeredméyesebbek: Pinczés 146, Koscsó 138, Guba Tamás 137, Szilágyi 126, Nyeste Balázs 123, Bán Lajos 120.

### A Mezőkövesdi KC az első osztályban
2007/2008 Elérkezett a hőn áhított első osztályú szereplés éve. A város történetében első csapatként indulhatott az NB I-ben a 14 éves MKC. A cél a bennmaradás kivívása volt, amely nem tűnt könnyű feladatnak, hiszen a mezőnyt 14 tagúra szűkítették, s négy csapatnak kellett búcsúznia az élvonaltól. Ráadásul az MKC az egyik legkisebb költségvetéssel rendelkező egyesület a mezőnyben. 
A bajnoki rendszer eltért a korábbiaktól, a mezőnyt két csoportra osztották, az MKC a bajnoki címvédő Szeged, a Debrecen, a Százhalombatta, a PLER a Tatabánya, a Hort és a Nyíregyháza nevével fémjelzett A jelű nyolcasba került. A szereplést mindjárt egy idegenben aratott sikerrel kezdte az MKC (NYKSE-MKC 24-26), a folytatás azonban már nem ment ilyen jól a szinte a tavalyi csapattal szereplő (Ulics István, Teremi László, Papp Gábor, Mirko Vujovics jött nyáron, s Fekete László érkezett közvetlenül a rajt előtt, Mikulás, Drizner és Bukta távozott) Kövesdnek. Az alapszakaszban nyolc egységet gyűjtött az MKC, amely 4 győzelemmel és tíz vereséggel hatodik helyen végzett a csoportban, így az alsóházi rájátszásban folytathatta a küzdelmeket. Nagy fegyvertény volt a PLER hazai 28-27-es legyőzése.
A folytatásban a csoport első négy helyének megszerzése volt a feladat (három új játékos érkezett: Bajorhegyi Ádám, Ölschléger Krisztián, Gilan Tibor, s négyen távoztak: Németh, György, Földi, Ulics), a Balatonfüred, a Tatabánya és a Gyöngyös kiemelkedett a mezőnyből, míg a Nyíregyháza, a Tata és a Hort alulra lógott ki. A kiadó utolsó bennmaradó hely az MKC és a Győr között dőlt el. A bónuszpont-rendszer miatt a mieinknek csupán a kötelezőket kellett volna hozni, azaz a gyengéket oda-vissza megverni, s a Győr ellen itthon tartani a két pontot. A Hort azonban, ahogyan ősszel is, megtréfálta a Kövesdet, s a pesti csapat otthonában hatgólos előnyt pár perc alatt herdáltunk el, döntetlenre adva ezzel a mérkőzést. Az ezt követő meccsek a papírforma szerint alakultak, s ezzel első NB I-es szezonjában a Magyar kézilabda-bajnokságban, a Budapest Bank Férfi Kézilabda Ligában a 13. helyen végzett a csapat. Rekord 14 meccs, 16 pont, 6gy, 1d, 7v 398-401.
Az ifi csapat épp, hogy lemaradt a felsőházi rájátszásról (12 pont, 5-2-7), a 9-16. helyezésért vívott csatákban azonban 11 győzelmet arattak, s csupán háromszor kaptak ki, így végül a tizedikek lettek. 
2008/2009 A Békési FKC visszalépésének köszönhetően az MKC ismét lehetőséget kapott az első osztályú szerepléshez. Juhász Istvánt Rosta István váltotta a kispadon, s az egész játékosállomány kicserélődött. A csapat remekül helytállt az alapszakaszban, s ott a nyolcadik helyen végzett. A rájátszásban az 5-8. helyért folyó viadalban végül a hetedik pozíciót sikerült megszereznie a csapatnak.

### A Magic Boys KC
A Magic Boys KC 2001-ben alakult, amelynek kerete a korábbi MKC játékosokból állt, többek közt NB II-ben ezüst és bronzérmes felnőttekből, s a felnőttben lehetőséget már nem kapó ifistákból. Első idényükben ötödikek lettek a megyei bajnokságban 16 meccsen tíz győzelmet jegyeztek, s 19 pontot szereztek (egyet levontak tőlük). 

2002/2003 A Magic Boys a megyei bajnokságban ezüstérmet szerzett. 26 ponttal lettek másodikok a Felsőzsolca mögött. Rekordjuk: 16j, 13gy, 3v, 472-336. 

2003/2004 Ebben az évben a megyében a Magic Boys is előre lépett, bajnoki címet ünnepelhettek az „öregek”. Harminc pontot szereztek, csakúgy mint a Bőcs, egymás elleni eredményük azonban jobb volt. 1. Magic Boys 18 j, 15 gy, 3 v, 572-401.

2004/2005 A Magic Boys ezüstérmet szerzett a megyei bajnokságban, hiszen nem éltek az NB II-be lépés lehetőségével. A Felsőzsolca mögött 19 ponttal (14 meccs, 9gy, 2d, 3v, 360-291, -1 büntetőpont) végeztek a dobogó második fokán.

2005/2006 A Magic Boys a harmadik helyen végzett a megyei bajnokságban, 16 meccsükből 11-en győztesen, öt alkalommal vesztesen hagyták el a pályát. 462 gólt dobtak, 404-et kaptak. A kézilabda klubot sújtotta, hogy a játékosok munkahelyi elfoglaltságaik miatt sem edzésre, néha pedig mérkőzésekre sem tudtak járni, így a csapat ekkor szerepelt utoljára valamely bajnokságban. Az utolsó keret: Bene Norbert, Bodnár Péter (edző), Dohány József, Ficsór Dávid, Fügedi Szabolcs, Guba Tibor, Kosztrub Gergő, Lukács Attila, Mező Gábor, Molnár Zoltán, Polyák Zsolt, Szucskó Péter, Tóth Gábor, Tóth Zsolt, Varga Attila, Vince Péter.

### AZ MKC női csapata
2005/2006-ban az MKC női csapata a megyei bajnokságban szerepelt, ahol végül az ötödik helyen végeztek. 14 meccsen hat győzelmet és 8 vereséget számláltak, tehát 12 pontot szereztek. Dobott góljaik száma 240, a kapottaké 273 volt. 
Az akkori keret: Barzsó Csenge, Barzsó Viktória, Csirmaz Rita, Dancs Petra, Duchony Katalin, Duchony Tímea, Komáromi Edina, Megyaszai Mercédesz, Molnár Eszter, Molnár Mária, Nagy Ágnes, Póta Domitilla, Tóth Mártonné (játékos-edző), Varga Éva.

2006/2007 A megyei bajnokságban ismét elindultak a lányok, a főleg a gimnáziumi korosztályra épülő gárda a bajnokság felénél a második helyen állt a tabellán a Sajószentpéter mögött. A keret: Barzsó Csenge, Barzsó Viktória, Birinyi Fanni, Bíró Aletta, Bogyó Adrien, Csirmaz Rita, Dancs Petra, Duchony Katalin, Duchony Tímea, Komáromi Edina, Nagy Ágnes, Németh Barbara, Péntek Anett, Tóth Lejla, Tóth Mártonné (játékos-edző), Varga Éva, Varga Ivett. A női csapatnak ez volt az eddigi utolsó szezonja a bajnokságokban, tanulmányi, munkahelyi pénzügyi nehézségek miatt azóta nem alakult újjá a szakosztály.

## Sikerek

### National competitions
Magyar Kupa
- Bronzérem (1): 2014–15

Nemzeti Bajnokság I/B
- Bajnok (1): 2012–13

### Mezgyártók és főszponzorok
| Időszak   | Mezgyártó         | Főtámogató                     |
| --------- | ----------------- | ------------------------------ |
|           | mass              |                                |
| 2010–2011 | Mátrai Erőmű ZRt. |                                |
| 2011–2013 | Kempa             | Mátrai Erőmű ZRt. / Mezőkövesd |
| 2013–2014 | Kempa             | Mezőkövesd / Mátrai Erőmű ZRt. |
| 2014–     | Erima             | Mezőkövesdi VG Zrt.            |

## A csapat
A 2022–2023-as szezonban az élvonalban szereplő keret:
| - 1 Pelyhe Patrik - 12 Illés Nándor - 16 Hudák Henrik - 22 Nick Bendegúz - 32 Ulicsinyi Péter - 4 Sárosi Balázs - 25 Szabó Dániel - 21 Boda Tamás Márton - 7 Bakó Bence - Nagy Zsolt - 44 Dócs Árpád | - Kocsis Marcel - 19 Horváth Lóránd - 31 Zelei Botond - 24 Kátai Richárd - Nagy Norbert - Aleksandar Ćirić - 56 Dobi Sándor - 11 Nyitrai János |

## A csapat eddigi edzői
- Baranyi Dezső
- Herczeg Béla
- Valyon István
- Debnár István
- Berendy Antal
- Juhász István
- Rosta István
- Zsigmond György
- Avar György
- Skaliczki László
- Molnár Ferenc
- Drizner Péter
- Buday Dániel